# Hermann Reichl
Hermann Reichl (* 13. März 1937 in Steyr; † 19. August 2022) war ein österreichischer Politiker (SPÖ) und Maschinenbauingenieur. Reichl war von 1967 bis 1973 Abgeordneter zum Oberösterreichischen Landtag und von 1973 bis 1990 Landesrat in der Oberösterreichischen Landesregierung.

## Ausbildung und Beruf
Reichl besuchte nach der Pflichtschule ab 1952 die Höhere Technische Lehranstalt (Fachrichtung Maschinenbau) in Steyr, die er 1957 mit der Matura abschloss. In der Folge arbeitete er drei Jahre in einem Konstruktionsbüro der VÖEST und trat 1960 in den Dienst der Stadt Steyr. Ab 1969 war Reichl dort als technischer Betriebsleiter beschäftigt.

## Politik
Reichl wurde bereits früh in der sozialdemokratischen Partei sozialisiert und war Mitglied der Roten Falken und der Kinderfreunde, für die er später auch im Bundesvorstand tätig war. Anfang der 1970er Jahre war er auch gewerkschaftlich aktiv und hatte die Funktion des Obmanns der Bezirksgruppe Steyr-Stadt in der Gewerkschaft der Gemeindebediensteten inne. 1972 wurde er zum stellvertretenden SPÖ Bezirksparteiobmann von Steyr gewählt, 1974 übernahm er das Amt des Bezirksparteiobmanns, das er bis 1990 ausübte. Zudem wurde er 1973 in den Landesparteivorstand gewählt und war von April 1973 bis 1990 Landesparteiobmann-Stellvertreter der SPÖ. Des Weiteren übte Reichl ab 1973 die Funktion des Aufsichtsratsvorsitzenden der Dachstein-Fremdenverkehrs-AG aus und war ab 1976 Aufsichtsratsvorsitzender der Ennskraftwerke AG.

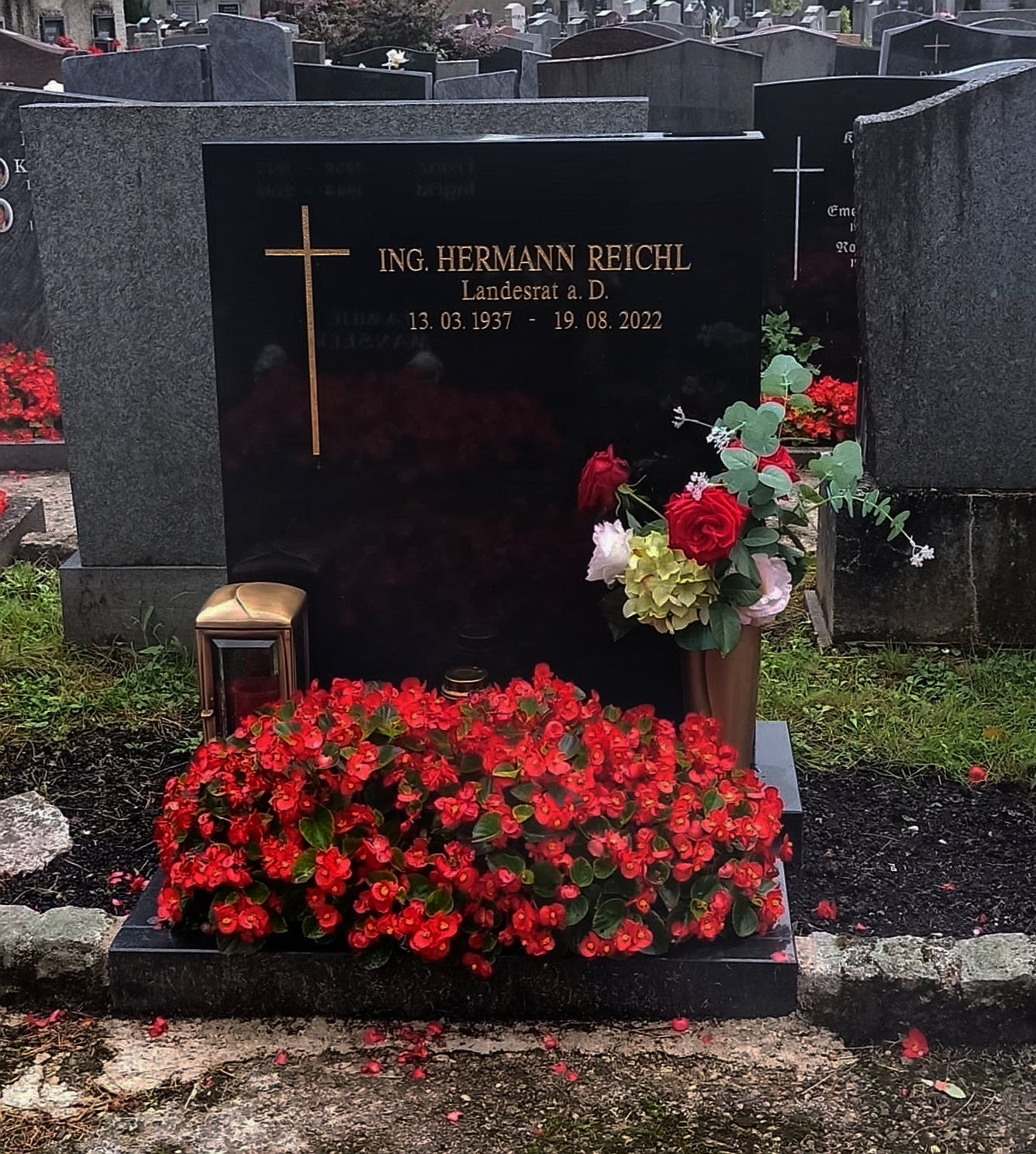
Steyr, Urnenfriedhof am Tabor: Grab von Hermann Reichl

Reichl vertrat die SPÖ vom 17. November 1967 bis zum 15. November 1973  im Oberösterreichischen Landtag und folgte Franz Enge am 23. März 1973 als Landesrat in die Landesregierung Wenzl I nach. Er gehörte in der Folge auch den Landesregierungen Wenzl II sowie Ratzenböck I, II und III an, wobei er die Ressorts Energierecht, Wasserrecht, Verkehrsgewerbe und Sozialwesen (Jugendwohlfahrt, Opferfürsorge, Sozialhilfe, Sozialhilfeträger) innehatte. Seine Agenden umfassten zudem Wildbachverbauung, Teile der forsttechnischen Angelegenheiten, Preisbestimmung und Preisüberwachung. Am 6. November 1990 schied Reichl aus der Landesregierung aus.

## Persönliches
Reichl war seit 1961 verheiratet und Vater von zwei Kindern. Er starb im August 2022 im Alter von 85 Jahren und ist in Steyr am Städtischen Urnenfriedhof am Tabor bestattet.